# Фомин, Андрей Андронович
Андре́й Андро́нович Фоми́н (1918—1983) — советский дипломат. Чрезвычайный и полномочный посол.

## Биография
Член ВКП(б). Окончил Николаевский кораблестроительный институт (1943).
- В 1946—1954 годах — сотрудник Отдела по делам Организации Объединённых Наций МИД СССР.
- В 1954—1955 годах — первый секретарь Постоянного представительства СССР при ООН.
- В 1955—1957 годах — советник Постоянного представительства СССР при ООН.
- В 1957—1959 годах — старший советник Постоянного представительства СССР при ООН.
- В июле 1960 года — поверенный в делах СССР в Конго (Леопольдвиль)[2].
- В 1960—1961 годах — советник Отдела стран Америки МИД СССР.
- В 1961—1962 годах — советник-посланник посольства СССР в Бразилии.
- С 21 ноября 1962 по 30 сентября 1965 года — чрезвычайный и полномочный посол СССР в Бразилии[3].
- В 1965—1967 годах — заместитель генерального секретаря МИД СССР.
- В 1967—1973 годах — заведующий Отделом Южной Азии МИД СССР.
- С 27 февраля 1973 по 20 февраля 1976 года — чрезвычайный и полномочный посол СССР в Бангладеш[4].
- В 1976—1977 годах — на ответственной работе в центральном аппарате МИД СССР.